# جرم مولی
جرم مولی (به انگلیسی: Molar mass) (با نشان کوتاه‌شدهٔ M)، یکی از خواص فیزیکی مواد است که نسبتی است که از تقسیمِ: جرمِ یک مادهٔ معین؛ (عنصر یا ترکیب)، بر مقدار آن ماده به دست می‌آید.
برپایه دستگاه بین‌المللی یکاها (SI) یکای پایه برای جرم مولی کیلوگرم بر مول است. با این حال، به دلیل سابقه‌های تاریخی، جرم‌های مولار غالباً و تقریباً همیشه به صورت گرم بر مول بیان می‌شوند.
به عنوان مثال جرم مولی آب:
گرم بر مول M (H2O) ≈ ۱۸٫۰۱۵
M(H
۲) = ۲ × ۱٫۰۰۷ ۹۷(۷) × ۱ g/mol = ۲٫۰۱۵ ۸۸(۱۴) g/mol
جرم مولی جرم یک مول از ذرات یک ماده است. با تقسیم مقدار جرم مولی بر عدد آووگادرو می‌توان جرم یک ذره را حساب کرد. از جرم مولی در محاسبهٔ کمیت‌ها در شیمی استفاده می‌شود. به دلیل پیچیدگی‌های موجود در تعیین جرم مولی با استفاده از روش‌های تجزیه، گاهی سنجش دقیق جرم مولی از طریق یک روش ممکن نیست؛ در این حالت شیمی‌دانان روش سنجش جرم مولی را با روش دیگری عوض می کنند. در پلیمرها جرم مولی همان جرم مولی متوسط وزنی و جرم مولی متوسط عددی است.

## تعاریف کلی
در شیمی، جرم مولی (M) یک ترکیب شیمیایی به عنوان نسبت بین جرم و مقدار ماده (بر حسب مول) هر نمونه از ترکیب مذکور تعریف می‌شود. جرم مولی خاصیت توده ای و نه مولکولی یک ماده است. جرم مولی میانگین بسیاری از نمونه های این ترکیب است که اغلب به دلیل وجود ایزوتوپ ها از نظر جرم متفاوت است. معمولاً، جرم مولی از وزن‌های اتمی استاندارد محاسبه می‌شود و بنابراین یک میانگین زمینی و تابعی از فراوانی نسبی ایزوتوپ‌های اتم‌های سازنده روی زمین است. جرم مولی برای تبدیل بین جرم یک ماده و مقدار یک ماده برای مقادیر توده مناسب است.

## تعریف مول
در محاسبات شیمی، علاوه بر جرم تعداد اتم‌ها یا مولکول‌ها نیز مهم است. در موازنه واکنش‌های شیمیایی، تعداد مولکول‌ها اهمیت بیشتری نسبت به جرم آنها دارد.
به علت اینکه تعداد مولکول‌ها زیاد است، شمارش یک به یک آنها ممکن نیست؛ بنابراین یک پیمانه به نام مول معرفی می‌شود.
یک مول برابر است با ۱۰۲۳×۶٫۰۲۲ عدد از هر چیزی.
به این عدد، عدد آووگادرو می‌گویند و آن را با NA نمایش می‌دهند.
سؤال اینجاست که یک مول چند گرم است؟
اگر تعداد ۱۰۲۳×۶٫۰۲۲ مولکول هیدروژن داشته باشیم، می‌گوییم یک مول مولکول هیدروژن داریم.

## جرم مولی
جرم یک مول از هر ماده بر حسب گرم یا کیلوگرم را جرم مولی می‌گویند.
واحد جرم مولی گرم بر مول یا کیلوگرم بر مول است.
جرم مولی هیدروژن برابر ۱٫۰۰۷ گرم بر مول و جرم مولی کلر برابر ۳۵٫۴۵۳ گرم بر مول است.
با استفاده از جرم مولی، تعداد اتم‌ها را با جرم ربط داده‌ایم. اگر دقت کنید، متوجه می‌شوید که جرم مولی با عدد جرمی هر اتم بسیار نزدیک است.

### محاسبهٔ جرم مولی عناصر
جرم مولی یک عنصر، وزن ... آن عنصر بوده که به صورت گرم بر مول بیان می‌شود. ... که جرم عنصر محاسبه شده و وزن اتمی استاندارد آن یادداشت کنید. آن را در ۱ گرم بر مول که ثابت استاندارد است، ضرب کنید. محصول وزن اتمی استاندارد عناصر با ۱ گرم بر مول به شما جرم مولی را می‌دهد. برای مثال، وزن اتمی کربن ۰۱/۱۲ unit). این مقدار را با ۱ گرم بر مول ضرب کنید و محصول ۰۱/۱۲ گرم بر مول بوده که جرم مولی عنصر است.

### محاسبهٔ جرم مولی ترکیبات
جرم مولی ترکیب، مجموع جرم‌های مولی اتم‌های یک ترکیب است. در این‌جا روش محاسبهٔ آن را شرح می‌دهیم. فرمول مولکولی این ترکیب را به دست آورید. توجه داشته باشید که عناصر اتمی مختلف شامل فرمول مولکولی همراه با تعداد اتم‌های هر عنصر هستند. وزن اتمی استاندارد برای هر عنصر را یادداشت کنید. سپس، بعد از ضرب وزن اتمی استاندارد هر عنصر توسط تعداد اتم‌های هر عنصر، همهٔ محصولات را جمع کنید.
در این‌جا جرم مولی مولکول آب که دارای فرمول مولکولی H2O است را محاسبه می‌کنید. هیدروژن دارای دو اتم بوده، در حالی که اکسیژن تنها یک اتم دارد؛ بنابراین:
جرم اتمی هیدروژن: ۱.۰۰۸
جرم اتمی اکسیژن: ۱۶.۰۰۰
گرم بر مول ۱۸.۰۱۶ = (۱.۰۰۸ × ۲) + ۱۶.۰۰۰

## روش‌های تعیین جرم مولی
- طیف‌سنجی جرمی
- تشدید مغناطیسی هسته
- اسمزسنجی
- سنجش پراش نور
- اندازه‌گیری کاهش نقطه انجماد
- تیتراسیون